# Rick Peters
Rick Peters (...) è un attore televisivo statunitense apparso in diversi film e serie televisive ed è conosciuto principalmente per i ruoli di Bobby Manning nella serie Agente speciale Sue Thomas e di Elliot Larson nella quarta stagione di Dexter.

## Filmografia parziale

### Cinema
- Night of the Demons 2, regia di Brian Trenchard-Smith (1994)
- Leprechaun 4 - Nello spazio (Leprechaun 4: In Space), regia di Brian Trenchard-Smith (1997)
- Elvis Meets Nixon, regia di Allan Arkush (1997)
- Gun Shy - Un revolver in analisi (Gun Shy), regia di Eric Blakeney (2000)

### Televisione
- McKenna – serie TV, 6 episodi (1994)
- Gli amici di papà (Full House) – serie TV, un episodio (1994)
- Pensacola - Squadra speciale Top Gun (Pensacola: Wings of Gold) – serie TV, 2 episodio (1997)
- The Hoop Life – serie TV, (1999-2000)
- Jarod il camaleonte (The Pretender) – serie TV, un episodio (2000)
- Providence – serie TV, 2 episodi (2001)
- CSI - Scena del crimine (CSI: Crime Scene Investigation) – serie TV, un episodio (2001)
- Agente speciale Sue Thomas (Sue Thomas: F.B.Eye) – serie TV, 56 episodi (2002-2005)
- Smallville – serie TV, un episodio (2002)
- CSI: Miami – serie TV, un episodio (2005)
- Close to Home - Giustizia ad ogni costo (Close to Home) – serie TV, un episodio (2005)
- Veronica Mars – serie TV, 6 episodi (2005)
- Aquaman – serie TV, (2006)
- Heroes – serie TV, 2 episodi (2006)
- Shark - Giustizia a tutti i costi (Shark) – serie TV, un episodio (2007)
- Senza traccia (Without a Trace) – serie TV, un episodio (2007)
- Dexter – serie TV, 9 episodi (2009)
- The Event – serie TV, 3 episodi (2010)
- Grey's Anatomy – serie TV, un episodio (2011)
- The Mentalist – serie TV, un episodio (2011)
- NCIS - Unità anticrimine (NCIS) – serie TV, 2 episodi (2012)
- Major Crimes – serie TV, un episodio (2013)
- Castle - serie TV, episodio 6x12 (2014)
- NCIS: Los Angeles – serie TV, un episodio (2014)
- Agent Carter – serie TV, un episodio (2015)
- Criminal Minds – serie TV, un episodio (2016)
- Un detective alla Bixler High (Bixler High Private Eye), regia di Leslie Kolins Small – film TV (2019)

## Doppiatori italiani
Nelle versioni in italiano delle opere in cui ha recitato, Rick Peters è stato doppiato da:
- Corrado Conforti in Agente speciale Sue Thomas, Major Crimes, Le regole del delitto perfetto
- Roberto Certomà in CSI: NY, Grey's Anatomy, The Glades
- Fabrizio Vidale in CSI: Miami, Desperate Housewives
- Vittorio De Angelis in CSI - Scena del crimine
- Valerio Sacco in Smallville
- Patrizio Prata in Squadra Med - Il coraggio delle donne
- Massimo Bitossi in Heroes
- Andrea Lavagnino in NCIS - Unità anticrimine
- Enrico Chirico in Castle
- Christian Iansante in NCIS: Los Angeles
- Marco Fumarola in Agent Carter
- Sandro Acerbo in Criminal Minds